# مرشداوبه
مرشداوبه (به ترکی آذربایجانی: Mürşüdoba) یک منطقهٔ مسکونی در جمهوری آذربایجان است که در شهرستان خاچماز واقع شده‌است. مرشداوبه ۱٬۶۷۲ نفر جمعیت دارد.